# Langes Parlament (England)

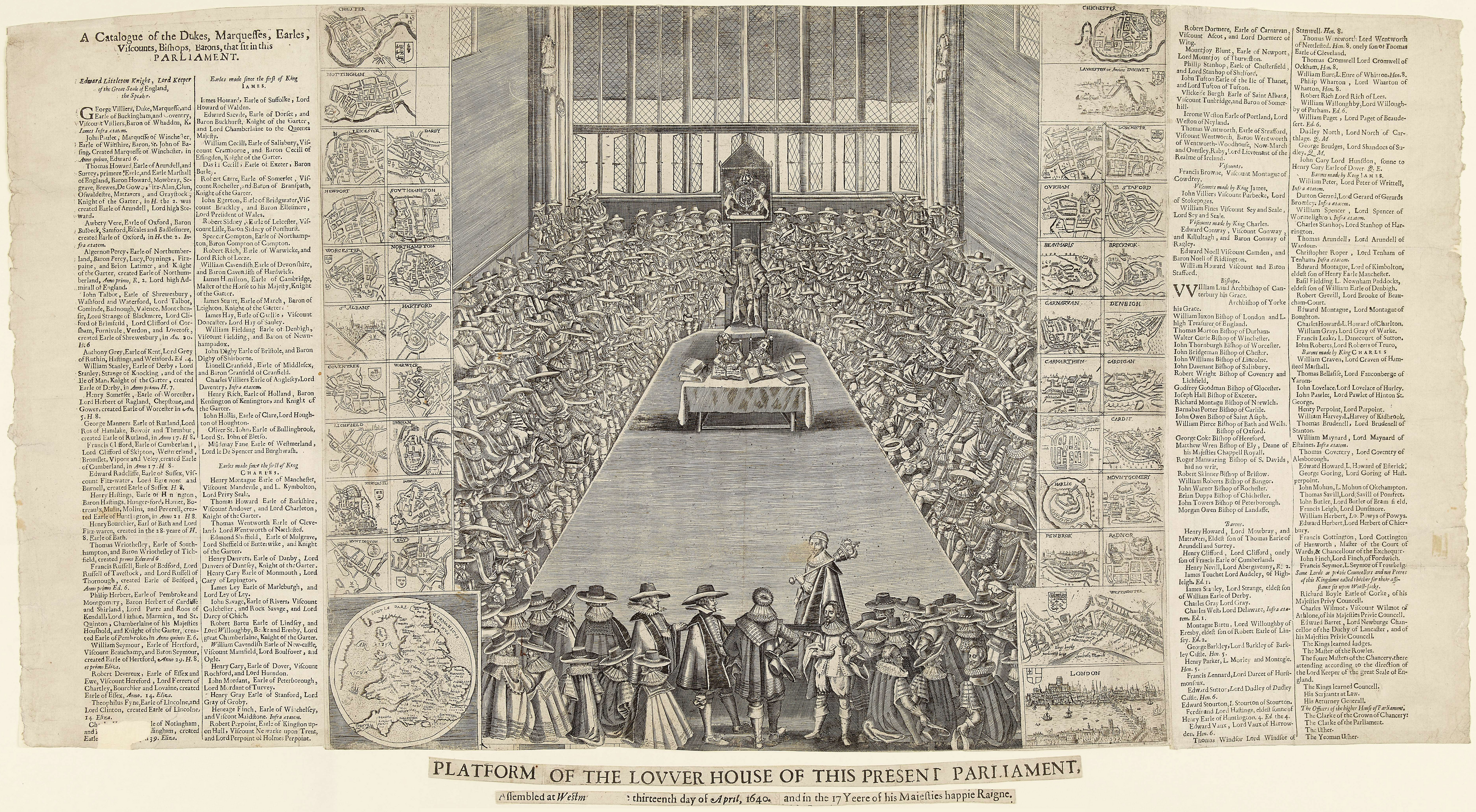
Tagung des Long Parliaments, 1640

Als Langes Parlament (englisch Long Parliament) wird das im Anschluss an das Kurze Parlament im Jahr 1640 von König Karl I. von England einberufene Parlament bezeichnet. Seinen Namen erhielt es daher, weil es aus Sicht der Royalisten nie legal aufgelöst wurde, sondern seine Legitimität 20 Jahre lang behielt, über die gesamte Periode des Englischen Bürgerkrieges und der Englischen Republik hinweg. Tatsächlich trat das Lange Parlament 1660 noch einmal zusammen, um der Restauration der Monarchie unter Karl II. die rechtliche Grundlage zu verleihen.
Das Lange Parlament nahm von Anfang an eine der Krone gegenüber wenig freundliche Haltung ein. Einer seiner ersten großen Führer war der Parlamentarier John Pym. Unter seiner Führung sorgte das Parlament zunächst für ein Gesetz, das es untersagte zwischen zwei Parlamentssessionen mehr als drei Jahre verstreichen zu lassen. Die Parlamentarier wollten es Karl I. so unmöglich machen, erneut, wie zwischen 1629 und 1640 den Versuch zu unternehmen, ohne Mitwirkung des Parlaments zu regieren.
Noch in den Jahren 1640–1641 unternahm es das Unterhaus, die führenden Minister Karls I. vor dem Oberhaus anzuklagen. Auf Betreiben John Pyms führte das Unterhaus vornehmlich die Prozesse gegen den Erzbischof von Canterbury, William Laud, und den führenden Minister Karls, den Earl of Strafford, der 1641 hingerichtet wurde. Gleichfalls auf Pyms Betreiben verabschiedete das Lange Parlament im November 1641 die Große Remonstranz, eine Beschwerdeschrift gegen die Regierung Karls I., in der erstmals eine parlamentarische Kontrolle der Exekutive gefordert wurde.
Karls Ablehnung der Remonstranz gipfelte am 4. Januar 1642 in dem gescheiterten Versuch, deren Initiatoren im Unterhaus zu verhaften. Dies war das erste und letzte Mal, dass ein englischer Monarch den Sitzungssaal des Unterhauses betrat. Dass Karl dies zudem mit einer bewaffneten Leibgarde tat, wurde als versuchter Staatsstreich gegen das Parlament angesehen. Karl musste aus London fliehen. Im Frühjahr 1642 begann der Bürgerkrieg zwischen ihm und dem Langen Parlament.
Da es niemanden mehr gab, der das Unterhaus auf gesetzlicher Grundlage auflösen konnte, blieb seine Zusammensetzung während des gesamten Bürgerkriegs unverändert. Es wurde erst 1648 durch die von ihm selbst geschaffene New Model Army unter dem Kommando von Oliver Cromwell entmachtet, nachdem seine Mitglieder Geheimverhandlungen mit dem geschlagenen König geführt hatten. Cromwell ließ etliche Parlamentarier mit physischer Gewalt daran hindern, ihre Sitze einzunehmen. Mit den verbleibenden Abgeordneten – dem sogenannten Rumpfparlament – setzte er den Prozess und die Hinrichtung Karls I. durch.
Während der Zeit seines Lord-Protektorats 1653 bis 1658 versuchte Cromwell mehrfach, ein Parlament zu installieren, das die Errungenschaften des Bürgerkriegs – insbesondere die Religionsfreiheit für alle protestantischen Glaubensrichtungen – wahren, zugleich aber eine neue stabile Ordnung schaffen sollte. Alle diese Versuche scheiterten jedoch, da sich die verschiedenen Parlamente ihm gegenüber ebenso selbstbewusst verhielten wie das Lange Parlament gegenüber Karl I. Schließlich regierte Cromwell selbst ohne die Unterstützung des Rumpfparlaments.
Nach Cromwells Tod erwies sich sein Sohn Richard als unfähiger Nachfolger. Um die Regierung zu stabilisieren, wollten die führenden Politiker und Militärs an die frühere Legitimität anknüpfen ohne mit dem bis 1648 Erreichten zu brechen. Die Wiedereinberufung der noch lebenden Mitglieder des Parlaments von 1640 war dazu die einzige Möglichkeit. So trat zunächst das Rumpfparlament und schließlich das gesamte Lange Parlament wieder zusammen. Unter dem Eindruck einer sich abzeichnenden Wiederherstellung der Monarchie die einzige Rettung vor einem neuen Bürgerkrieg beschloss das Lange Parlament am 16. März schließlich die eigene Auflösung.
Das aus den Neuwahlen hervorgegangene Convention Parliament trat am 25. April 1660 zusammen. Es galt als freies Parlament, weil es weder republikanischen Regierungen noch der Monarchie eidlich verpflichtet war, und erklärte den in Holland lebenden Sohn des hingerichteten Königs als Karl II. zum rechtmäßigen Herrscher. 28 Jahre später wurde bei der „Glorious Revolution“ die parlamentarische Monarchie unblutig wiederhergestellt.